# Stránice
Stránice – miejska i katastralna część Brna, o powierzchni 92,55 ha. Leży na terenie gmin katastralnych Brno-střed.